# Парни с ракетками
«Парни с ракетками» (кор. 라켓소년단?, 라켓少年團?) — южнокорейский телесериал 2021 года. Режиссёром выступил Чо Ён Кван, сценарий написал Чон Бо Хун. В главных ролях: Ким Сан Гён, О На Ра, Тхан Джун Сан, Сон Сан Ён, Чхве Хён Ук, Ким Кан Хун, Ли Джэ Ин и Ли Джи Вон.
Сериал рассказывает о взрослении шестнадцатилетних юношей и девушек, а также о трудностях, с которыми сталкивается клуб бадминтона в их школе. Премьера состоялась 31 мая 2021 года на канале SBS TV, и сериал транслировался по понедельникам и вторникам в 22:00 по корейскому времени. Сериал доступен для просмотра на Netflix по всему миру.

## Синопсис
Сын бывшего профессионального бадминтониста Юн Хён Чона переезжает с отцом в сельскую местность, чтобы помочь возродить школьную команду по бадминтону, которая находится на грани распада. История о мальчишеской команде по бадминтону в средней школе Хэнама, которая развивается как в личностном, так и в спортивном плане.
Юн Хён Чон когда-то был выдающимся игроком в бадминтон, но теперь с трудом обеспечивает семью. Он хватается за возможность стать тренером школьной команды, которая состоит всего из трёх игроков: Бан Юн Дам, На У Чан и Ли Ён Тэ. Эти три мальчика начинают свой путь, и их игра улучшается, когда к команде присоединяются Юн Хён Кан, сын Юн Хён Чона, и Чон Ин Соль. Теперь, имея достаточное количество игроков для участия в соревнованиях, они стремятся достичь новых высот.
Тем временем Ра Ён Чжа, бывшая профессиональная бадминтонистка и жена Юн Хён Чона, тренирует женскую команду по бадминтону в женской средней школе Хэнама. В её команде выступают Хан Сэ Юн, лучшая юниорка-бадминтонистка Кореи, и Ли Хан Соль, лучшая подруга Сэ Юн. Благодаря этому они становятся одной из лучших команд среди своих сверстниц.

## Актёрский состав

### Главная роль
- Ким Сан Гён[англ.] — Юн Хен Чжон: Отец Хэ Кана и тренер по бадминтону, который переезжает в сельскую местность, чтобы заработать больше денег[6].
- О На Ра[англ.] — Ра Ён Чжа: Мать Юн Хэ Кана и Юн Хэ Ин, живая легенда в мире бадминтона и тренер младших классов средней школы. Она также известна как «Ранос» за свою принципиальность[7].
- Тхан Джун Сан — Юн Хэ Кан: Бывший одарённый бадминтонист и энтузиаст бейсбола, который снова начал играть в бадминтон после переезда в сельскую местность[8].
- Сон Сан Ён[англ.] — Бан Юн Дам: Капитан бадминтонного клуба и их лучший игрок. Он хочет, чтобы у него было 100 000 подписчиков в Instagram. Он довольно красив[9].
- Чхве Хён Ук — На У Чан: Медиатор, который улаживает конфликты между общинами, проявляя заботу и отличное сопереживание[10].
- Ким Кан Хун[англ.] — Ли Ён Тэ: Самый молодой член бадминтонного клуба и большой поклонник бадминтониста Ли Ён Дэ[англ.][11].
- Ли Джэ Ин[англ.] — Хан Се Юн: Игрок в бадминтон, мечтающий стать самым молодым членом национальной сборной[12].
- Ли Джи Вон[англ.] — Ли Хан Соль: Студентка и талантливая бадминтонистка. Она влюблена в Банг Юн Дама[13].

### Роль второго плана
- Ан Се Бин — Юн Хэ Ин: младшая сестра Юн Хэ Кана, которая такая же милая и дерзкая, как и её мать. Она также независимая и общительная, и, кроме того, страдает астмой[14].
- Чон Мин Сон — Ким Тхэ Хо: Муж городской пары, робкий и заботливый[15].
- Пак Хё Джу[англ.] — Син Пхиль Джа: Жена городской пары[16]. Ким Тхэ Хо и Шин Пхиль Джа — типичная городская пара, состоящая в браке уже 10 лет. Они переезжают в Хэнам, чтобы отдохнуть от городской суеты.
- Син Чжон Гын[англ.] — тренер Пэ: учитель физкультуры в школе и тренер по бадминтон, известный как «Белый Волк»
- Ким Минги[англ.] — Чон Ин Соль: Одноклассник Хэ Кана, Юн Дама и У Чана. Он президент класса и получает отличные оценки, но мечтает поиграть в бадминтон со своими новыми друзьями.
- У Хён[англ.] — Хон И Чан: Глава деревни и молодёжный президент.
- Пэк Чивон[англ.] — Син Сонхи: Женщина, которая утверждает, что является хранительницей местной деревни[17].
- Син Чоль Джин[англ.] — Дедушка.
- Ча Ми Гён[англ.] — Бабушка Омэ[18].
- Ким Ки Чон — директор средней школы Хэнам[19].
- Сон Сын Хван — Ли Сын Хон: Игрок Национальной весенней лиги по бадминтону[20].
- А Сан У — Мистер Но: Владелец магазина по бадминтону.
- Ан Нэ Сан[англ.] — Фэнг: Тренер национальной сборной.
- Юн Хён Су — Пак Чан: Игрок в бадминтон, который влюблен в Се Юн[21].
- Хон Со Джун — Председатель Чон: Отец Ин Соль[22].
- Сон Сын Хан[англ.] — Ли Сон Хон: Игрок в бадминтон в средней школе[23].

### Специальное появление
- Ким Мин Сок — Хан Хун: Провожает бабушку Омэ от станции метро до ресторана «Father’s Table», несмотря на его плотный график (2-й эп.)[24].
- Пак Хо Сан[англ.] — Пак Сон Бэ: Друг Юн Хен Чжона (1-й эп.)[25].
- Джонатан Тона — Джонатан: студент по обмену, фанат группы GFriend.
- Чжо Чжэ Рен — Владелец ресторана (2-й эп.)
- Пак Ок Хул — мать Бан Юн Дама
- Ким Тхэян — Бан Ён Щик: отец Бан Юн Дама, который очень поддерживает своего сына. Очевидно, что Юн Дам — его любимый ребёнок, поскольку он заставляет своих детей есть любимые блюда Юн Дама каждый божий день[26].
- Чхве Дэхун[англ.] — репортёр журнала, посвящённому бадминтону.
- Юн Бон Гиль — тренер по бейсболу.
- Им Чоль Хён — отец У Чана: Военный и отец с железной хваткой. Поначалу он не одобряет увлечение сына бадминтоном.
- Чо Рён — мать У Чана.
- Ким Сончхоль — генеральный секретарь Пак[27].
- Ко Су Бин — Ивана Путири: индонезийский игрок в бадминтон (5-й эпизод).
- Пак Хэ Су — Ли Джэджун: Он тренировался с Юн Хен Чжоном с детства (6-й эп.)[28][29].
- Ли Джун Хёк[англ.] — Банджан Юй (6-й эп.)[30].
- Квон Донхо — тренер колледжа для Хен Чжон и Чжэ Чжуна (эп. 6)[31].
- Ки Ын Се — Ли Юри: Бывший игрок национальной сборной по бадминтону и тренер команды по бадминтону средней школы Сеула для девочек, соперничающий с тренером средней школы Хаенам для девочек, Ра Юн Джа (эп. 7, 8)[32][33].
- Чо Док Хо — ученик режиссёра Пэ[34].
- Чо Джэ Юн[англ.] — исполнитель комических ролей в фильме «Мстители за конец света» (эп. 7, 8, 14)[35][36].
- Со До Джин — исполнитель комических ролей в фильме «Мстители за конец света» (эп. 7, 8)[36].
- Ли Си Он[англ.] — уроженец Пусана (9-й эп.)[37].
- Хо Сон Тхэ — Тренер Чон (10-й эп.)[38].
- Чон Хи Тхэ[англ.] — Хон Чжон Хен: Младший брат Хон И Чжана[39].
- Ли Ён Дэ[англ.] — в роли самого себя (15-й эп.)[40][41].
- Кан Сынюн — Кан Тэ Сон: Бывший игрок юношеской сборной по бадминтону. Раньше он играл в бадминтон в средней школе Хэнам Со (12-16 эп.)[42][43].
- Ким Джон Ён[англ.] — Соён: жена тренера Пэ[44].
- Ли Сок Хён[англ.] — Ли Кён Мин: Бывший игрок национальной сборной по бадминтону и воспитанник Кан Тхэ Сона[45].
- Со Дон Вон — Дон Хви[46].
- Квон Юри — Им Со Хён: Национальный игрок в бадминтон, человек, которого Хан Се Юн считал образцом для подражания. (16-й эп.)[47][48].
- Ли Гю Хён[англ.] — Пак Чон Хван (16-й эп.)[49][50][51].
- Чо Чжон Сик — ведущий новостей SBC (16-й эп.).
- Ким Джи Ён[англ.] — А Ён (16-й эп.).

## Производство

### Кастинг
Тхан Джун Сан получил приглашение сыграть главную роль в спортивной драме 30 ноября 2020 года. Актёрский состав сериала, в который вошли Тхан Джун Сан, Ким Кан Хун, О На Ра и Ким Сан Гён, был подтверждён 26 января 2021 года. Ли Чжэ Ин присоединился к актёрскому составу 25 февраля 2021 года, а Пак Хё Джу — в марте 2021 года. 25 марта производственная компания Pan Entertainment объявила, что состав актёров, включающий шесть мальчиков и шесть девочек был полностью сформирован. Ким Сан Гён и Пак Хёджу ранее снимались вместе в офисной драме 2019 года «Мисс Ли».

### Подготовка
Тхан Джун Сан упомянул в интервью, что все актёры, играющие в бадминтон, интенсивно тренировались в течение нескольких месяцев перед съёмками, чтобы овладеть правильной техникой и формами игры. Кан Сын Юн (Кан Тэ Сон) также признался в закулисном видео, опубликованном на канале SBS Catch на YouTube, что брал уроки бадминтона, так как его персонаж — выдающийся игрок в дораме. Однако в сериале не было ни одной сцены, где он играл бы в этот вид спорта.

### Съёмка
Основные съёмки начались 30 января 2021 года. 21 апреля 2021 года SBS опубликовало фотографии читки сценария. Съёмки сериала проходили в городах Каннын провинции Канвондо, Мирян и Кённам.

## Эпизоды
| № | Название     | Режиссёр        | Автор сценария | Дата премьеры  | Зрители South Korea (млн) |
| --- | ------------ | --------------- | -------------- | -------------- | ------------------------- |
| 1 | «Эпизод 1»   | Чо Ен Кван      | Чон Бо Хун     | май 31, 2021   | 1.161                     |
| Юн Хен Чжон, тренер по бадминтону и преданный отец, с трудом справляется со своими семейными расходами. Юн Хэ Кан, его сын, увлеченный бейсболом, не смог поехать в бейсбольный лагерь, так как они не смогли оплатить сборы. У Хэ Ин, его дочери, астма и аллергия на пыль. Итак, в феврале 2021 года, когда он получил предложение поработать тренером, семья переехала из Сеула в деревню Ттангкеут в Хенаме. Хен Чжон обнаруживает, что школьная команда в упадке, в ней всего три члена: Бан Юн дам, Ен Тэ и На У Чан. Для участия в соревнованиях им нужен четвертый игрок. Хэ Кан, который был вундеркиндом в бадминтоне и чемпионом среди юниоров, а теперь играет в бейсбол, неохотно присоединяется к команде. Они проигрывают соревнование по сладкому картофелю, но решают сосредоточиться на следующем весеннем соревновании, чтобы выиграть его. На соревнованиях по сладкому картофелю они встречаются с Ра Ен Джа, тренером сборной мира и младших классов средней школы по прозвищу «Ранос», и национальной спортсменкой Се Юн, которая выступала в женской команде по бадминтону. Вечером в доме становится многолюдно, когда приходят Ен Чжа и две девочки из команды по бадминтону, которые оказываются матерью Хэ Ин. В конце эпизода рэкетиры учатся выстраиваться в очередь для следующего соревнования, что побуждает их усерднее готовиться к соревнованиям.                                                           |              |                 |                |                |                           |
| 2 | «Эпизод 2»   | Чо Ён Кван      | Чон Бо Хун     | июнь 1, 2021   | 1.007                     |
| Эпизод начинается с того, что мальчики начинают новый учебный год в школе. Они тренируются в бадминтоне, и когда Хэ-кang упоминает имя Чжэ-Сока, который раньше был частью их команды, остальные уходят. Чжэ-Сок покинул их ради Сеула, даже не попрощавшись. В Хэнаме хулиганы из Tollgate избивают Ли Ён-тэ. Хэ-кang возвращается в интернет-кафе, чтобы противостоять им. В переулке Хэ-кang сначала объясняет им, что они сделали неправильно, а затем нападает на них. В деревне появляется городская пара. Хён-джон узнает о легендарном тренере по имени «Белый волк» и, заинтригованный, решает его найти. Вскоре он узнает, что главный тренер Пэ — это и есть «Белый волк». Тренер Пэ ругает Юн-дам, единственную, кто не пошёл с мальчиками разбираться с хулиганами. Он напоминает им, что они команда и должны действовать вместе. На весенних соревнованиях «Ракетки» сталкиваются со своим бывшим товарищем по команде Чжэ-соком. В матче Чжэ-сок и Хэ-кang оказываются на одной стороне корта. Эпизод заканчивается тем, что игра приближается к решающему моменту, и Хэ-кang готовится принять подачу, которая может стать решающей в этой игре, создавая напряжённую и интригующую концовку. |              |                 |                |                |                           |
| 3 | «Эпизод 3»   | Чо Ён Кван      | Чон Бо Хун     | июнь 7, 2021   | 1.206                     |
| Чжэ Сок, побежденный Хэ Каном, объясняет, что его мама заставила его перевестись в Сеул. В качестве извинения он покупает лапшу для всех. Бывший тренер Хэ Кана по бейсболу встречает его и призывает снова играть. Се Юн борется со всеобщими ожиданиями перед своим международным соревнованием в Новой Зеландии. Натянутые отношения между матерью и сыном прояснились, когда Хен Чжон объяснила Хэ Кану, что на пике своей карьеры она отказалась от участия в Олимпийских играх и ушла из спорта, так как забеременела и решила завести ребенка. Она призналась, что это было лучшее решение, которое она приняла, даже лучше, чем победа на Олимпийских играх. В Новой Зеландии Се Юн смотрит подбадривающие видеоролики, в том числе и Хэ Кана, и его слова звучат искренне, когда он извиняется за прошлые недоразумения. Он напоминает ей об их разговоре в детстве и говорит, что проигрывать - это нормально. Се Юн побеждает в Новой Зеландии и по возвращении в Корею разговаривает по душам с Хэ Каном. По ее совету он симулирует болезнь, чтобы помириться с матерью. Чон Ин Соль приезжает в пансионат, чтобы помочь повысить средний балл игроков. Вскоре они все выходят на улицу и начинают фотографировать, Хэ Кан сияет, наслаждаясь общением со своей большой семьей. |              |                 |                |                |                           |
| 4 | «Эпизод 4»   | Чо Ён Кван      | Чон Бо Хун     | июнь 8, 2021   | 1.035                     |
| Эпизод начинается с программы тренировок Хэ кана среди юниоров в 2016 году. Затем сцена переходит к нынешней ситуации Хэ кана. Пришло время турнира, но у команды нет на это бюджета. Тренер Бэ вносит предоплату в счет финансирования. В ночь перед матчем тренер Юн Хен Чжон напивается и пропускает утреннее начало матча. Ин Соль хочет поиграть в бадминтон, но его отец, член городского совета, просит Юн Хен Чжона заставить его сына бросить игру, а взамен он организует поиски. Чон Ин Соль присоединяется к команде. Во время просмотра телевизора у Хэ Ин случается острый приступ, так как Хэ Кан пошла на рынок, другие мальчики несут ее в больницу на спине и спасают ей жизнь. Юн Хен Чжон узнает, что тренер Бэ договорился о выплате аванса из его зарплаты. Хэ Кан отводит других мальчиков в игровую комнату бабушки О-Мэй, чтобы поиграть и воспользоваться Wi-Fi. Наконец-то он принял их как своих друзей. |              |                 |                |                |                           |
| 5 | «Эпизод 5»   | Чо Ён Кван      | Чон Бо Хун     | июнь 14, 2021  | 1.218                     |
| Мальчики начинают тренироваться для парного разряда с ребятами из Хвасон Осонга и соседних университетов. Юн дам и Хэ Кан объединились, но не выходят на корт. Се Юн продолжает усиленно готовиться к предстоящему матчу в Джакарте, Индонезия. Мистер Хонг сообщает, что у него давнее соперничество на ежегодных спортивных соревнованиях с мистером Бэнгом, и он хочет, чтобы бегун участвовал в эстафете с 4 гонщиками из 4 разных возрастных групп. В парном разряде Хвасун выигрывает матч, заставляя Юн дам и Хэ кана расстроиться из-за своего поражения. В парном матче против юниверсити Бойз Юн дам и Хэ кан находят общий язык и, наконец, преодолевают свои разногласия. В Джакарте Се Юн выигрывает свой матч против индонезийки Иваны Путри, несмотря на пристрастную толпу. В эстафете Се Юн принимает финальную эстафетную палочку и бежит к победе. Когда Се Юн благодарит Ен Тэ за то, что она дала ей растительное лекарство от головной боли, он сообщает ей, что именно Хэ кан отвечает за помощь ей с лекарством. Взаимная симпатия друг к другу очевидна, поскольку они добровольно идут вместе собирать картошку. Они продолжают идти, не выражая этого словами. |              |                 |                |                |                           |
| 6 | «Эпизод 6»   | Чо Ён Кван      | Чон Бон Хун    | июнь 15, 2021  | .960                      |
| Чтобы избежать интенсивных тренировок, мальчики решают сбежать, поэтому, объединив свои ресурсы, кроме Юн Дама, еще 4 мальчика садятся на автобус до Кванджу. По возвращении они обнаруживают, что у них недостаточно денег на обратную дорогу, так как Ен Тхэ не смог найти конверт с деньгами. Понимая, что им нужно найти работу, чтобы прокормиться, они устраиваются на стройку. Чжун Ен советует им не слушать взрослых, а ношение шлемов нежелательно. В последнюю секунду Хэ Кана спасают от падающего гаечного ключа, и они узнают о важности защитного шлема. В конце дня мальчики поняли, что прораб на стройке их обманул. Хен Чжон встречается со своим старым приятелем Чжэ Чжуном, когда они вспоминают свои дни тренировок, наблюдая за тем, как тренируются молодые таланты. Се Юн и Хэ кан продолжают скрывать свои истинные чувства. Дети устроили прекрасную вечеринку для Хэ Ин, согласно ее списку пожеланий, когда ей было семь лет, но она мечтала о подруге того же возраста. В конце концов, она проводит время с Янг Чхэ ен, которая отдыхает в деревне. Объявлена жеребьевка 64-го Национального соревнования, и мальчики поняли, что им нужно усердно тренироваться, чтобы продвинуться в соревновании. |              |                 |                |                |                           |
| 7 | «Эпизод 7»   | Чо Ён Кван      | Чон Бо Хун     | июнь 21, 2021  | 1.173                     |
| За день до соревнований Хэ Кан выполняет комплекс изнурительных упражнений на выносливость. Хан соль подвергается преследованиям во время парного матча со стороны лайнсмена, который, кстати, был ее бывшим возлюбленным. Это приводит в бешенство ее партнера по парному разряду Юн дам, и он сбивает мужчину с ног, что приводит к его дисквалификации в одиночных матчах. Ен Тхэ выигрывает свой матч, несмотря на нервозность. Хэ Кан выигрывает свой матч у своего главного соперника Сон Гена (блондина). Хэ Кан проигрывает Пак Чану, а Се Юн проигрывает На Ра. Хотя внешне Хэ Кан, Се Юн и тренер Ра Ен джа притворяются, что с ними все в порядке, но внутренне они встревожены. Пока тренер Ра и Се Юн обсуждают ее планы на будущее, тренер Ра говорит ей, что иногда проигрывать - это нормально. Мальчики-ракетки обсуждают будущее Хэ Кана и предыдущий визит тренера по бейсболу. Собирается ли он принять предложение и вернуться играть в бейсбол или нет. Хэ Кан поднимается на крышу, где обнаруживает, что Се Юн сопротивляется, но, увидев Хэ кана, она начинает рыдать и прислоняется к нему в поисках утешения. Наконец сдерживаемые эмоции вырвались наружу. |              |                 |                |                |                           |
| 8 | «Episode 8»  | Cho Young-kwang | Jung Bo-hun    | июнь 22, 2021  | 1.088                     |
| В деревне вандализм изуродовал настенную роспись с надписью «Не лезь не в свое дело». В лесу неподалеку полыхает костер, когда турист из города щелкает сигаретой по сосновым листьям. Местные жители тушат пожар. Тренер Хен Чжон встречается с тренером Фангом и рекомендует Юн Дам в Национальную сборную по бадминтону. Хэ Кан вывихивает лодыжку в тренировочном матче, к большому удовольствию Сын Хона. Юн дам выигрывает свой матч, а Ен Тхэ проигрывает. На Ву-чан отказывается от своего парного матча из-за травмы плеча. Отец Ву-чана, который впервые наблюдал за его матчем, оставляет свои предубеждения и призывает его продолжать борьбу. Се Юн уничтожает На-Ра, мстя за ее поражение в последнем матче. Хэ Кан выигрывает свою партию у Сын Хона голыми руками, уничтожая высокомерную. Тренер Фанг подтверждает, что собирается вызвать Юн Дама и Хэ кана в национальную команду. В больнице тренер Хен Чжон узнает, что Хэ кан сильно растянул лодыжку и ему нужен гипс на три недели. Хэ Кан начинает ревновать, когда Се Юн получает сообщение от Пак Чана с просьбой встретиться с ним. Когда Ли Хан соль спрашивает ее, пойдет ли она с ним на свидание, она бросает взгляд на Хэ кана, и эпизод заканчивается. |              |                 |                |                |                           |
| 9 | «Episode 9»  | Cho Young-kwang | Jung Bo-hun    | июнь 28, 2021  | 1.149                     |
| Мальчики-ракетки проходят тщательную подготовку в Национальном лагере юниоров, готовясь на следующий день к игре с японскими спортсменами. Они отправляются на тренировку в горы, где, спускаясь, Хэ Кан находит ботинок Се Юн, плывущей вниз по ручью. Деревенский староста созывает мозговой штурм для выработки идей по оживлению их деревни. Городская пара предлагает выращивать местные блюда и использовать технологии для их продажи. Они могут отдать пустующие дома горожанам для проживания. Вернувшись в тренировочный лагерь, мальчики сбегают в караоке-бар. Когда их ловят, когда они пробираются внутрь, им говорят, что они будут дисквалифицированы, если не выиграют утром. Корейские мальчики выигрывают у японцев. После этого девочки идут на свидание с мальчиками. Хэ Кан и Се Юн идут на берег, где Хэ кан просит парня из Пусана сфотографировать их. Вечером они все собираются, чтобы вместе поиграть в лжеца. Тренер Фан, обходящий вокруг, ловит их и наказывает пробежать несколько кругов. Хэ Кан и Се Юн прячутся в шкафу, спасаясь от поимки. Хэ Кан спрашивает ее о Пак Чане. Он не приглашал Се Юн на свидание, но пригласит, когда выиграет юниорский чемпионат. Хэ Кан говорит ей, что он победит, поэтому этого не произойдет. Она просит его сдержать это обещание, поскольку серия заканчивается. |              |                 |                |                |                           |
| 10 | «Episode 10» | Cho Young-kwang | Jung Bo-hun    | июнь 29, 2021  | 1.036                     |
| Тренер Фанг находит Хэ Кана в шкафу. У Хэ Кана диагностирована гифема из-за удара воланом на турнире. Хен Чжон сообщает ребятам наедине, что Хэ кан не будет участвовать в предварительных соревнованиях. Хен Чжон встречает своего старого друга Ян Су в надежде вернуть свои деньги. Хэ Кан выбирает национальной карьерой игрока в бадминтон. Рэкетиры с семьей празднуют 47-й день рождения Хен Чжон. Жители деревни собираются на ужин и смотрят фильм «Поезд в Пусан» со Старшей бабушкой, чтобы отпраздновать ее 90-летие. Показано, что «Белый Волк» 10 лет назад применил насилие к многообещающему игроку Кан Тхэ Сону, который выбыл из игры из-за травмы. |              |                 |                |                |                           |
| 11 | «Episode 11» | Cho Young-kwang | Jung Bo-hun    | июль 5, 2021   | 1.007                     |
| Рэкетиры пытаются выяснить правду о слухах о Белом Волке. Прошлое городской пары и то, что привело их в сельскую местность, показано в воспоминаниях. Они обнаруживают, что помогают сельским жителям, в том числе пожилым гражданам. Пара нашла свое предназначение в деревне и секрет хорошей жизни: "помощь другим приносит счастье, а не получение помощи. Дружба и романтика крепнут между Хан сольв и Юн дам, а также Се Юн и Хэканом. Пак Чан появляется, чтобы увидеть Се Юн, что заставляет Хэ кана ревновать. Веселое домашнее задание для Хэ ин, где она должна выразить, что такое любовь, показывает, что все жестикулируют руками, образуя сердечко. Хен Чжон расспрашивает больше о Белом Волке. Ему звонят и просят поговорить с тренером Но (владельцем магазина товаров для бадминтона). Он единственный, кто был там тогда. Проходят матчи драфта, и окончательный результат зависит от последнего матча. Тренер Чан жестко допрашивает детей Хвасон, и они переутомлены. Ен Тхэ подбадривает Ын Хо и в конце рассказывает ему о глазу Хэ кана. Ын Хо передает эту информацию своему тренеру, который использует ее против Хэ кана в матче. По мере того, как игра продолжается, Ен Тхэ расстраивается из-за предательства своего друга, и слезы начинают катиться по его щекам. |              |                 |                |                |                           |
| 12 | «Episode 12» | Cho Young-kwang | Jung Bo-hun    | июль 6, 2021   | 1.151                     |
| После матча драфта между Ен Тхэ и Хэ каном возникает напряженность. Хен Чжон находит сигарету за пределами спортзала. Хэ Кан рассказывает о своих опасениях Большому Грану и Се Юн. Госпожа Шин рассказывает ему историю о своей матери, которая рассеивает путаницу, и Хэ кан разговаривает с Ен тхэ под ивой истины и прощает его. В матче плей-офф Ин соль и Хэ кан доходят до матч-пойнта, в котором Хэ кан побеждает. Оказывается, тренер Бэй не был тем, кто обыграл мальчиков 10 лет назад, но на самом деле это был тренер Чун. Тренер Бэй был вынужден взять вину за Чуна на себя. К Большой бабушке возвращается дар речи в последний момент, и она извиняется перед госпожой Шин перед тем, как испустить последний вздох. На похоронах все празднуют жизнь Большой бабушки. Как раз в этот момент появляется семья Шина. Похороны навевают воспоминания и о Ен Джа, которая выиграла золотую медаль для своей матери, но умерла, так и не увидев своего триумфа. Когда Ен Джа дает волю своим эмоциям, она обнимает всю семью Racket boys. Шин Фил-Джа появляется с едой и признается, что она помогла Большой бабушке составить завещание, по которому все ее имущество переходит мисс Шин. Делясь своими мыслями, пара становится ближе. Посреди ночи Ен Тхэ сбегает тайком, другие мальчики думают, что он курит, но оказывается, что девочка-богиня из средней школы Хин-Эм звонит ему каждый вечер и хочет пойти с ним в кино. |              |                 |                |                |                           |
| 13 | «Episode 13» | Cho Young-kwang | Jung Bo-hun    | июль 12, 2021  | 1.091                     |
| У мальчиков и девочек наступило время каникул. Но они не в восторге, поскольку знают, что будут интенсивные тренировки. Тренер Ра недоволен, потому что чемпионат мира и NJSF проходят в один день, что затрудняет Се Юн участие в обоих соревнованиях. Играя в разные игры, Хэ Кан и Пак Чан соревнуются. Вечером, когда Се Юн проигрывает и ее просят пойти принести фруктов, Пак чан желает составить ей компанию. Их вечернюю прогулку прерывает Хэ Кан, где он рассказывает Се Юн о своих чувствах к ней. Се Юн и Хэ кан оба говорят разведчику, что они не поедут в Сеул. Тренер Бэ уходит в отпуск, но Юн дам этим недовольна. Ребята-ракетки болеют за Хан Соль, когда она играет свой матч в одиночном разряде. Она скучает по Се Юн, но не показывает этого. В Бангкоке, играя в матче чемпионата мира против новозеландки, Се Юн играет упорно и выигрывает свои партии в рекордно короткие сроки, так как хочет поспешить домой вовремя, чтобы сыграть в NJSF. Она пригласила свою мать впервые посмотреть ее игру. Но из-за плохой погоды ее рейс задерживается, и она застряла в аэропорту. |              |                 |                |                |                           |
| 14 | «Episode 14» | Cho Young-kwang | Jung Bo-hun    | июль 19, 2021  | 1.059                     |
| Се Юн и тренер Фанг пытаются добраться до стадиона, преодолевая плотное движение. В отсутствие Се Юн руководство командой ложится на Хан Соль. Ее игра в финальном матче с Кореей под номером 2, Ли На ра - 1-1, ее тренер советует ей вспомнить о человеке, который ей дорог больше всего, и играть, чудо происходит, когда Хан соль выигрывает матч! У парней-Рэкетиров возникает стычка с бейсбольной командой, которая заканчивается тем, что Хэ Кан вручает им свой новый раскладной телефон. На следующий день, во время полуфинала, стадион наполовину пуст, но жители деревни приходят с барабанами и плакатами, готовые подбадривать мальчиков. Хэ Кан и Юн дам выигрывают свой парный матч, в то время как Хэ Кан побеждает Сын Хона. Когда жители деревни возвращаются домой, они узнают о большом проекте строительства поля для гольфа на территории деревни. Эпизод заканчивается тем, что тренер Хен Чжон получает известие из больницы о том, что повреждение связок колена у ключевых игроков ухудшается. А потом приходит Хэ кан и сообщает, что он не может видеть правым глазом. |              |                 |                |                |                           |
| 15 | «Episode 15» | Cho Young-kwang | Jung Bo-hun    | июль 26, 2021  | 1.188                     |
| Кан Тхэ Сон нервничает из-за своего возвращения. Тренер Хен Чжон обеспокоен, поскольку его ключевые игроки находятся в списке травмированных. В день финала "Чоннам" - "Сеул" тренер Хен Чжон напутствует своих ребят. В первом матче против Чжэ сока Ен Тхэ жалеют. Чжэ Сок выигрывает первую партию, что заставляет Ен Тхэ нервничать. Взяв небольшой перерыв, он выходит на улицу. В коридоре он сталкивается с Ен Дэ, их разговор вселяет в него уверенность. Изменив свой план на игру, он выигрывает матч. В следующем матче Юн дам побеждает, немного напугав в середине матча, когда теряет сознание. В деревне теневые застройщики продолжают убеждать жителей поставить свою печать на документе о захвате их земли. Что закончилось для них фиаско. На турнире тренеры обсуждают план на игру тренера Хен Чжона, который поставил Чоннама за руль. Ын Хо сыграет с Пак Чан, а Хэ Кан примет участие в парном матче. Уже при счете 2-0 это дает Чоннам прямой шанс выиграть турнир. |              |                 |                |                |                           |
| 16 | «Episode 16» | Cho Young-kwang | Jung Bo-hun    | август 9, 2021 | 1.009                     |
| Финальная серия открывается парным матчем. Хэ Кан и У Чан из Чоннама против Пак Чана и друга из Сеула. 3-я партия матча завершается со счетом 29-29, и "Рэкет Бойз" выигрывают последнее очко и, таким образом, выигрывают соревнование. После победы Хэ кан признается Се Юн в своих чувствах. Мальчики, размышляющие о спортсменах страны, вспоминают Им Со Хен, на которую Се ен смотрит как на своего кумира. Далее идет матч на драфте Хэ Кана против Тхэ Сона из Спортивного совета Чоннама, который Хэ Кан проигрывает. Проходит время, и серия перескакивает в 2022 год. Ен Тэ прошел путь от ученика до "младшего тренера", помогая группе молодых людей приучаться к дисциплине. В деревне растет спрос на сладкий картофель. Ньюмен Пак Чжон Хван приезжает из города, чтобы остаться там со своим любимым человеком. В интервью Хен Чжон расчувствовался и благодарит мальчиков за то, что они заставили его чувствовать себя действительно хорошо. Эпизод и сериал заканчиваются играми по бадминтону, которые продолжаются в преддверии летних соревнований в Сеуле. Отец Ин-Сола подбадривает своего сына, когда тот играет парный матч. На другом корте Се Юн и Хэ Кан, с тренером Хен Чжоном на их стороне, начинают свой парный матч против Юн дам и Хан соль, с тренером Ра Ен Джа на их стороне. |              |                 |                |                |                           |

## Саундтрек

### Part 1
| №  | Название                       | Текст песни | Музыка      | Artist   | Длительность |
| -- | ------------------------------ | ----------- | ----------- | -------- | ------------ |
| 1. | «Will Be» (지금처럼; Like Now) | HONEY NOISE | HONEY NOISE | The Boyz | 3:03         |
| 2. | «Will Be» (Inst.)              |             | HONEY NOISE |          | 3:03         |

### Part 2
| №  | Название                 | Текст песни | Музыка     | Artist     | Длительность |
| -- | ------------------------ | ----------- | ---------- | ---------- | ------------ |
| 1. | «Focus on Me» (커피소년) | Coffee Boy  | Coffee Boy | Coffee Boy | 3:40         |
| 2. | «Focus on Me» (Inst.)    |             | Coffee Boy |            | 3:40         |

### Part 3
| №  | Название                               | Текст песни | Музыка          | Artist                             | Длительность |
| -- | -------------------------------------- | ----------- | --------------- | ---------------------------------- | ------------ |
| 1. | «I Love You Teacher» (선생님 사랑해요) | Lee Do-yeon | Choi Joon-young | Oh My Girl (Hyojung, Mimi, Binnie) | 3:49         |
| 2. | «I Love You Teacher» (Inst.)           |             | Choi Joon-young |                                    | 3:49         |

### Part 4
| №  | Название                | Текст песни             | Музыка                  | Artist      | Длительность |
| -- | ----------------------- | ----------------------- | ----------------------- | ----------- | ------------ |
| 1. | «Find Me» (나를 찾아서) | Park Se-jun Woo Ji-hoon | Park Se-jun Woo Ji-hoon | Lim Dan-woo | 3:51         |
| 2. | «Find Me» (Inst.)       |                         | Park Se-jun Woo Ji-hoon |             | 3:51         |

### Part 5
| №  | Название        | Текст песни | Музыка | Artist                 | Длительность |
| -- | --------------- | ----------- | ------ | ---------------------- | ------------ |
| 1. | «Cloud»         | 0308        | 0308   | Park Ji-won (fromis 9) | 3:51         |
| 2. | «Cloud» (Inst.) |             |        |                        | 3:51         |

## Реакция и приём
Ким Хи Гён в своей статье для издания Hankyung выразила мнение, что дорама отличается свежестью, так как она «одновременно приносит живость и напряжение». Высоко оценивая режиссёрскую технику, Хи Гён отметила: «Режиссёр использует своё воображение, чтобы создать белых волков и медведей с помощью компьютерной графики». Она также подчеркнула, что игровые сцены были показаны реалистично, а для усиления драматизма и создания напряжённой атмосферы были удалены голоса и освещение.

### Противоречия
5-й эпизод вызвал бурную реакцию индонезийских пользователей Интернета из-за негативного изображения страны и её жителей как обманщиков и людей, лишённых спортивного духа. Некоторые диалоги между главными героями о стране и большой разнице в счёте между Хан Сэй Юн из Кореи и Иваной Путири из Индонезии (21-7, 21-9) также были восприняты как оскорбительные, учитывая, что на момент трансляции ряд индонезийских бадминтонистов занимали лидирующие позиции в мировом рейтинге, в то время как южнокорейские игроки находились на несколько мест ниже. Это привело к обвинениям в расизме в адрес SBS. В ответ на негативную реакцию SBS опубликовала извинения на своей официальной странице в Instagram за то, как была изображена страна.

## Зрительская аудитория
| Эп. | Часть   | Оригинальная дата эфира | Средняя доля аудитории | Средняя доля аудитории | Средняя доля аудитории |
| Эп. | Часть   | Оригинальная дата эфира | Nielsen Korea          | Nielsen Korea          | TNmS                   |
| Эп. | Часть   | Оригинальная дата эфира | Общенациональный       | Сеул                   | Общенациональный       |
| --- | ------- | ----------------------- | ---------------------- | ---------------------- | ---------------------- |
| 1 | 1       | 31 мая 2021 года        | 3.6%                   | N/A                    | N/A                    |
| 1 | 2       | 31 мая 2021 года        | 5.7 %                  | 5.9 %                  | 6.0 %                  |
| 1 | 3       | 31 мая 2021 года        | 5.2 %                  | 5.2 %                  | 5.4 %                  |
| 2 | 1       | 1 июня 2021 года        | 4.0 %                  | N/A                    | N/A                    |
| 2 | 2       | 1 июня 2021 года        | 5.4 %                  | 5.5 %                  | 6.0 %                  |
| 2 | 3       | 1 июня 2021 года        | 4.7 %                  | 4.8 %                  | 4.9 %                  |
| 3 | 1       | 7 июня 2021 года        | 3.6%                   | N/A                    | N/A                    |
| 3 | 2       | 7 июня 2021 года        | 5.8 %                  | 6.1 %                  | 6.0 %                  |
| 4 | 1       | 8 июня 2021 года        | 4.6 %                  | N/A                    | N/A                    |
| 4 | 2       | 8 июня 2021 года        | 5.2 %                  | 5.3 %                  | 5.4 %                  |
| 4 | 3       | 8 июня 2021 года        | 4.9 %                  | 5.2 %                  | 5.0 %                  |
| 5 | 1       | 14 июня 2021 года       | 4.3 %                  | N/A                    | 4.6 %                  |
| 5 | 2       | 14 июня 2021 года       | 6.2%                   | 6.2 %                  | 6.0 %                  |
| 6 | 1       | 15 июня 2021 года       | 4.3 %                  | N/A                    | 4.5%                   |
| 6 | 2       | 15 июня 2021 года       | 5.0 %                  | 5.3 %                  | 5.0 %                  |
| 6 | 3       | 15 июня 2021 года       | 4.7 %                  | N/A                    | 4.9 %                  |
| 7 | 1       | 21 июня 2021 года       | 4.5 %                  | 4.8 %                  | N/A                    |
| 7 | 2       | 21 июня 2021 года       | 5.9 %                  | 6.5%                   | 6.1%                   |
| 8 | 1       | 22 июня 2021 года       | 5.1 %                  | 6.0 %                  | 4.8 %                  |
| 8 | 2       | 22 июня 2021 года       | 5.5 %                  | 6.1 %                  | 5.4 %                  |
| 9 | 1       | 28 июня 2021 года       | 3.6 %                  | N/A                    | N/A                    |
| 9 | 2       | 28 июня 2021 года       | 5.4 %                  | 5.8 %                  | 5.6 %                  |
| 10 | 1       | 29 июня 2021 года       | 4.4 %                  | 4.7 %                  | 4.5 %                  |
| 10 | 2       | 29 июня 2021 года       | 5.1 %                  | 5.5 %                  | N/A                    |
| 11 | Полный  | 5 июля 2021 года        | 4.8 %                  | 4.7 %                  | 4.9 %                  |
| 12 | Полный  | 6 июля 2021 года        | 5.2 %                  | 5.4 %                  | 6.1 %                  |
| 13 | Полный  | 12 июля 2021 года       | 4.9 %                  | 5.1 %                  | 5.1 %                  |
| 14 | Полный  | 19 июля 2021 года       | 5.1 %                  | 5.4 %                  | 5.1 %                  |
| 15 | Полный  | 26 июля 2021 года       | 5.6 %                  | 5.7 %                  | 5.0 %                  |
| 16 | Полный  | 9 августа 2021 года     | 4.6 %                  | 4.3 %                  | N/A                    |
| Среднее | Среднее | Среднее                 | 4.9%                   | 5.2%                   | 5.0%                   |
| 1. 2. 3. - В таблице выше, синие цифры представляют собой самые низкие оценки и красные цифры представляют собой самые высокие рейтинги. - N/A означает, что рейтинг неизвестен. |         |                         |                        |                        |                        |

## Награды и номинации
| Награда              | Год  | Категория                                                             | Номинант                                                                       | Результат | Ист.   |
| -------------------- | ---- | --------------------------------------------------------------------- | ------------------------------------------------------------------------------ | --------- | ------ |
| APAN Star Awards     | 2022 | Лучший новый актёр                                                    | Тхан Джун Сан                                                                  | Победа    | [ 86 ] |
| APAN Star Awards     | 2022 | Лучший новый актёр                                                    | Чхве Хён Ук                                                                    | Номинация | [ 87 ] |
| Asia Contents Awards | 2022 | Лучший сценарист                                                      | Чон Бо Хун                                                                     | Номинация | [ 88 ] |
| Премия «Пэксан»      | 2022 | Лучший новый актёр                                                    | Тхан Джун Сан                                                                  | Номинация | [ 89 ] |
| SBS Drama Awards     | 2021 | Лучшая группа актёров второго плана                                   | Ким Мин Ки, Ли Чжи Вон, Чон Мин Сон, Ким Кан Хун, Чха Ми Ген и Шин Чхоль Чжин. | Победа    | [ 90 ] |
| SBS Drama Awards     | 2021 | Лучшая молодая актриса                                                | Ли Джэ Ин                                                                      | Победа    | [ 91 ] |
| SBS Drama Awards     | 2021 | Лучший молодой актёр                                                  | Тхан Джун Сан                                                                  | Победа    | [ 91 ] |
| SBS Drama Awards     | 2021 | Лучший новый актёр                                                    | Чхве Хён Ук                                                                    | Победа    | [ 92 ] |
| SBS Drama Awards     | 2021 | Лучший новый актёр                                                    | Сон Сан Ён                                                                     | Победа    | [ 92 ] |
| SBS Drama Awards     | 2021 | Лучший персонаж (женская категория)                                   | О На Ра                                                                        | Победа    | [ 93 ] |
| SBS Drama Awards     | 2021 | Top Excellence Award, Актёр в жанре мини-сериала/фантастической драмы | Ким Сан Гён                                                                    | Номинация | [ 94 ] |
| SBS Drama Awards     | 2021 | Excellence Award, актриса в жанре мини-сериала/фантастической драмы   | О На Ра                                                                        | Номинация | [ 94 ] |
| SBS Drama Awards     | 2021 | Excellence Award, актриса в жанре мини-сериала/фантастической драмы   | Ча Ми Гён                                                                      | Номинация | [ 94 ] |
| SBS Drama Awards     | 2021 | Excellence Award for, Актёр в жанре мини-сериала/фантастической драмы | Син Чжон Гын                                                                   | Номинация | [ 94 ] |
| SBS Drama Awards     | 2021 | Премия «Похититель сцен»                                              | Хо Сон Тхэ                                                                     | Номинация | [ 94 ] |